# هاينز فايس (ممثل مسرحي)
هاينز فايس (بالألمانية: Heinz Weiss)‏ (و. 1921 – 2010 م) هو ممثل مسرحي، وممثل أفلام، وممثل تلفزي ألماني، ولد في شتوتغارت، توفي في غرونفآلد، عن عمر يناهز 89 عاماً.

## وصلات خارجية
- هاينز فايس على موقع IMDb (الإنجليزية)
- هاينز فايس على موقع ألو سيني (الفرنسية)
- هاينز فايس على موقع أول موفي (الإنجليزية)
- هاينز فايس على موقع قاعدة بيانات الأفلام السويدية (السويدية)
- هاينز فايس على موقع قاعدة بيانات الفيلم (الإنجليزية)
- هاينز فايس على موقع كينوبويسك (الروسية)